# آغاسی مانوکیان

آغاسی مانوکیان (ارمنی: Աղասի Մանուկյան؛ زادهٔ ۲۷ فوریهٔ ۱۹۶۷ - درگذشته ۱۹ مارس ۲۰۱۸) یک کشتی‌گیر در رشته کشتی فرنگی اهل ارمنستان بود که در مسابقات قهرمانی کشتی جهان، مسابقات قهرمانی کشتی اروپا و جام جهانی کشتی در مجموع برندهٔ ۲ مدال طلا، ۲ مدال نقره شده‌است.
وی در سال ۲۰۰۶ به ایالات متحده آمریکا نقل مکان نمود و از سال ۲۰۱۱ در مرکز آموزشی المپیک مستقر در مارکیوت، میشیگان فعالیت می‌کرد. آغاسی دو برادر به نام‌های میکائیل و سامول دارد که هر دو نیز در رشته کشتی در سطح حرفه‌ای به رقابت پرداخته‌اند و عناوینی کسب نموده‌اند.